# Baranki (Białoruś)
Baranki (biał.: Баранкі, ros.: Баранки) – wieś w rejonie kamienieckim obwodu brzeskiego w składzie sielsowietu Widomla.

## Historia
Wieś szlachecka położona była w końcu XVIII wieku powiecie brzeskolitewskim województwa brzeskolitewskiego.
W okresie zaborów w powiecie brzeskim (kolejno gubernie: słonimska, litewska, grodzieńska) w gminie Kamieniec Litewski. W II Rzeczypospolitej w gminie Kamieniec Litewski w województwie poleskim. Po 1939 weszła w struktury administracyjne Białoruskiej SRR.
W Barankach urodził się Włodzimierz Kalinowski – białoruski działacz społeczny, polityk.